# Comté de Santa Fiora

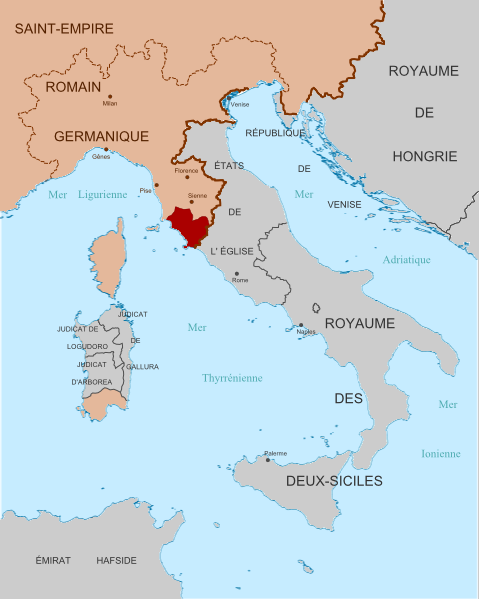
Terres des Aldobrandeschi en 1274.

 (décembre 2023).
La mise en forme du texte ne suit pas les recommandations de Wikipédia : il faut le « wikifier ».
Les points d'amélioration suivants sont les cas les plus fréquents :
- Les titres sont pré-formatés par le logiciel. Ils ne sont ni en capitales, ni en gras.
- Le texte ne doit pas être écrit en capitales (les noms de famille non plus), ni en gras, ni en italique, ni en « petit »…
- Le gras n'est utilisé que pour surligner le titre de l'article dans l'introduction, une seule fois.
- L'italique est rarement utilisé : mots en langue étrangère, titres d'œuvres, noms de bateaux, etc.
- Les citations ne sont pas en italique mais en corps de texte normal. Elles sont entourées par des guillemets français : « et ».
- Les listes à puces sont à éviter, des paragraphes rédigés étant largement préférés. Les tableaux sont à réserver à la présentation de données structurées (résultats, etc.).
- Les appels de note de bas de page (petits chiffres en exposant, introduits par l'outil «  Source ») sont à placer entre la fin de phrase et le point final[comme ça].
- Les liens internes (vers d'autres articles de Wikipédia) sont à choisir avec parcimonie. Créez des liens vers des articles approfondissant le sujet. Les termes génériques sans rapport avec le sujet sont à éviter, ainsi que les répétitions de liens vers un même terme.
- Les liens externes sont à placer uniquement dans une section « Liens externes », à la fin de l'article. Ces liens sont à choisir avec parcimonie suivant les règles définies. Si un lien sert de source à l'article, son insertion dans le texte est à faire par les notes de bas de page.
- La présentation des références doit suivre les conventions bibliographiques. Il est recommandé d'utiliser les modèles {{Ouvrage}}, {{Chapitre}}, {{Article}}, {{Lien web}} et/ou {{Bibliographie}}. Le mode d'édition visuel peut mettre en forme automatiquement les références.
- Insérer une infobox (cadre d'informations à droite) n'est pas obligatoire pour parachever la mise en page.

Pour une aide détaillée, merci de consulter Aide:Wikification.
Si vous pensez que ces points ont été résolus, vous pouvez retirer ce bandeau et améliorer la mise en forme d'un autre article.

Le comté de Santa Fiora était l'un des deux petits Etats, avec celui de Soana, qui résultèrent du partage, en 1274, des fiefs de la famille Aldobrandeschi, qui couvraient une large part du territoire du sud de la Toscane.
1274–1624

## Histoire
Lors de la partition, le comté fut assigné à Boniface et incluait, outre la « capitale » Santa Fiora, les localités de Castell'Azzara, Selvena (la Rocca Silvana), Arcidosso, Semproniano, Scansano, Magliano in Toscana, Istia d'Ombrone, Roccastrada, l'Ile de Giglio et Castiglione d'Orcia.
Au cours du XIVe siècle, les Siennois parvinrent à conquérir la majorité de ces communes. En 1410, ils y ajoutèrent Semproniano.
À partir de là, le comté de Santa Fiora limita ses ambitions territoriales à la Toscane, c'est-à-dire au chef-lieu, Castell'Azzara et Scansano, ne conservant dans l'actuel territoire du Latium que les bourgs d'Onano et Proceno. Bien que le territoire se soit restreint graduellement face à la politique agressive de Sienne, ce fief dura infiniment plus longtemps que celui, pourtant plus vaste, du comté de Soana.
Ce n'est qu'en 1439 que le comté échut en héritage aux Sforza, à la suite du mariage de Bosio Ier avec Cécile Aldobrandeschi, l'une des trois filles (et la seule survivante) de Guido, dernier comte du nom, décédé sans descendance masculine en 1438. Le petit "Etat" devint à compter de cette date le comté des Sforza.
En 1471, Santa Fiora reconnaissait par traité la souveraineté de la république de Sienne, tout en conservant son indépendance. 
En 1624, les fiefs toscans que comptait le comté furent annexés au grand-duché de Toscane, tandis que les bourgs d'Onano et Proceno passaient sous le contrôle du Saint-Siège. En 1633, le comte Mario II vendit la souveraineté du fief à Ferdinand II de Médicis, recevant immédiatement en échange le gouvernement de ce même territoire en tant que feudataire du grand-duc. En 1789 toutefois, le comté passa sous le contrôle direct des Habsbourg-Lorraine.
Les comtes résidaient dans leur palais de Santa Fiora mais également dans la résidence d'été de villa Sforzesca à Castell'Azzara et dans leur demeure de Genzano di Roma, au cœur des Castelli romani. Leur site de sépulture principal se trouve dans la paroisse des Sante Flora e Lucilla.

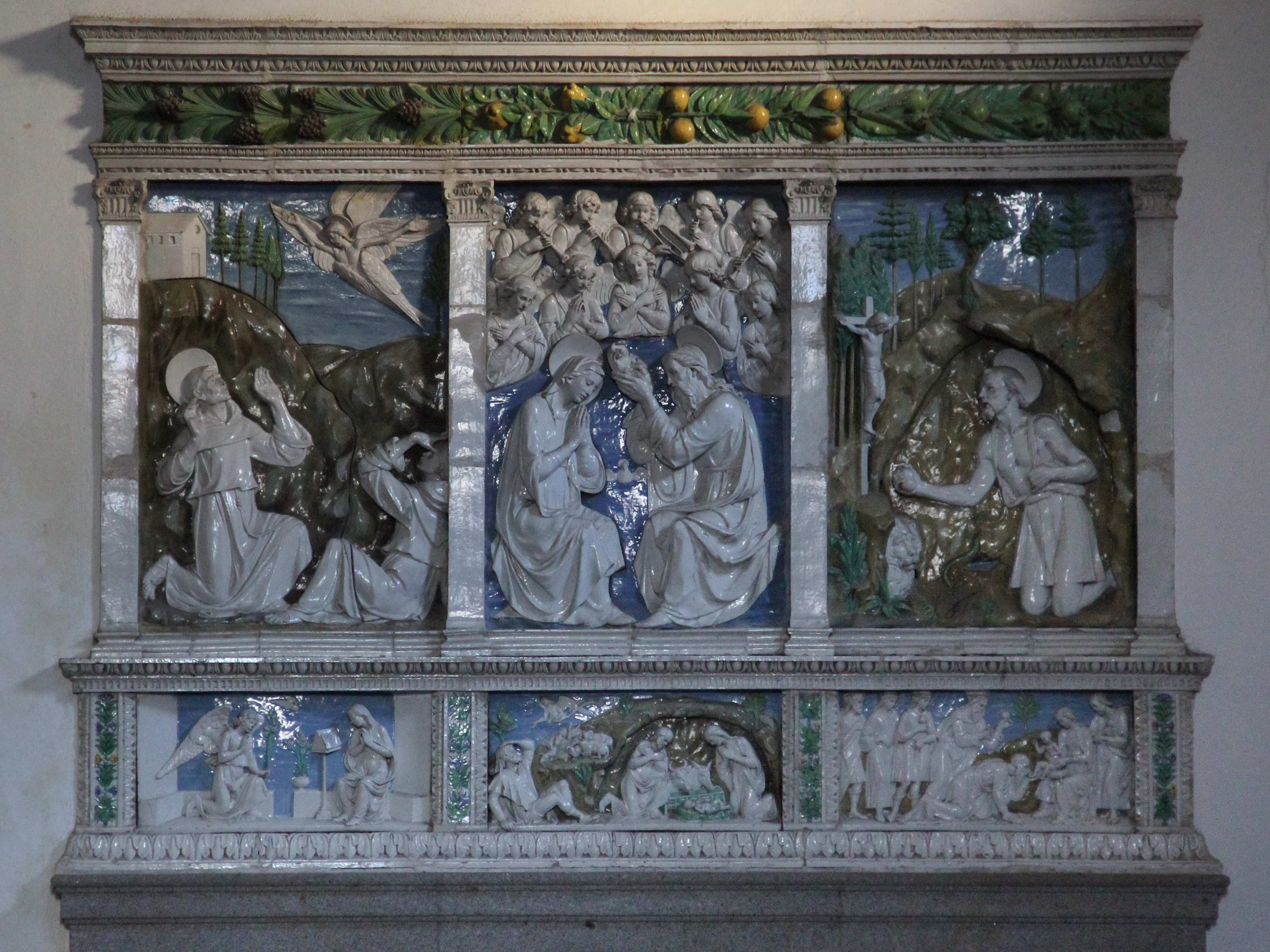
Paroisse de Sante Fiora e Lucilla.

Enfin, du mariage de Frédéric III Sforza avec Livia Cesarini naquit le comte Gaetano, qui unit ses deux noms et le transmit à ses descendants, qui administrèrent les restes du comté jusqu'au décret napoléonien de 1806.
On relèvera la présence d'une communauté juive significative dans le comté de Santa Fiora, dont les premières traces remontent à la seconde moitié du XVe siècle, tandis que le ghetto fut institué en 1714, environ 80 ans après la soumission du fief au grand-duché de Toscane.

Armes des Sforza Cesarini.

### Le dragon de Santa Fiora
Sur les pentes du Mont Chauve, en 1488, le comte Guido II de Santa Fiora fit construire avec son épouse Francesca Farnese le couvent et l'église de la Très Sainte Trinité dans le hameau de Selva, où il fut plus tard enterré, laissant aux moines un legs substantiel.
Le franciscain Giovanni Battista Da Cutigliano rapporta en 1646 que le comte, lors d'une battue de chasse, tua un reptile monstrueux supposé infester la région, laissant à la communauté religieuse la moitié de la tête, qui fut exposée sur la porte de la chapelle de la Trinité.

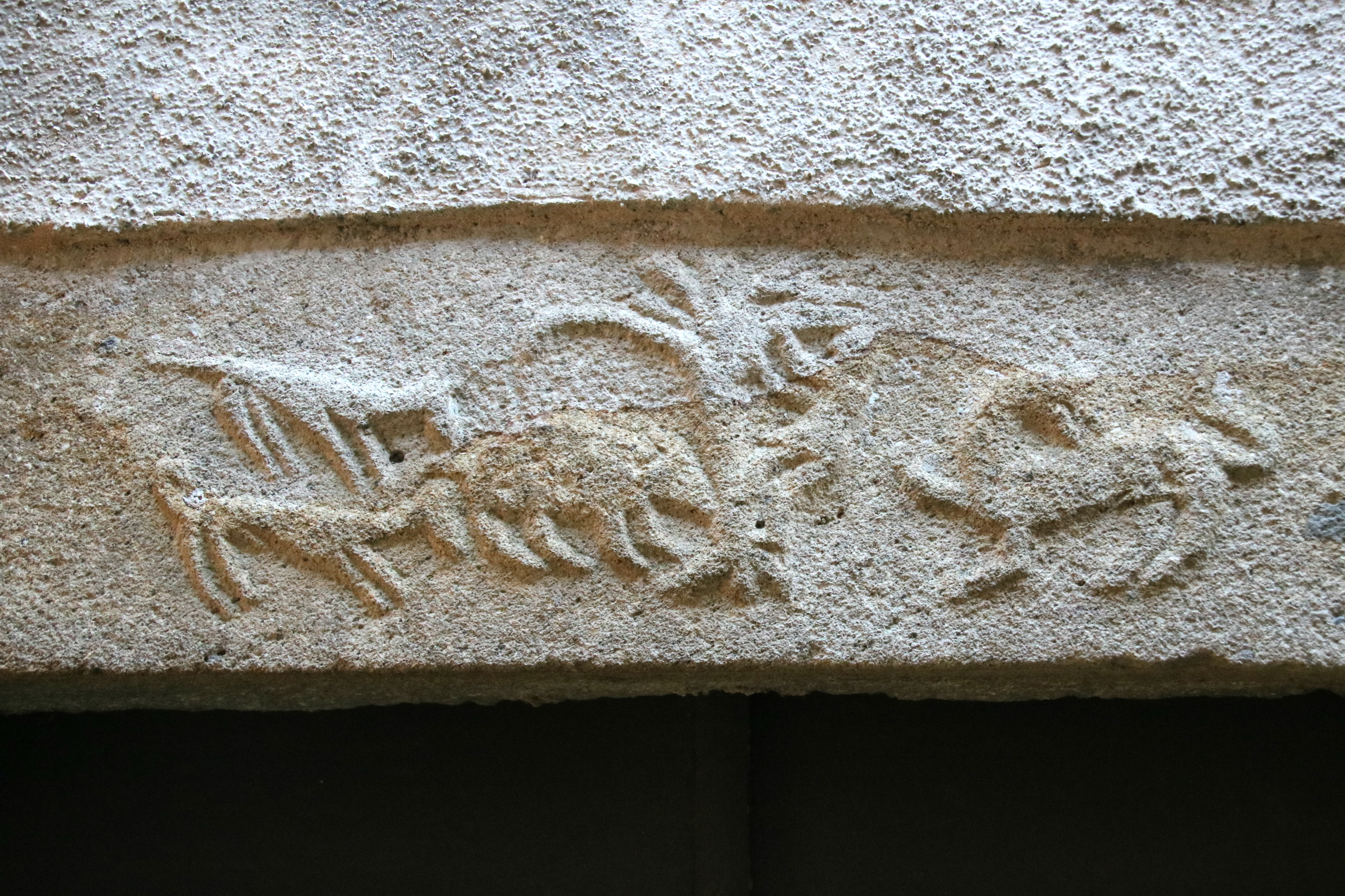
La chasse au sanglier.

Dans les années 1830, le prêtre de Selva, don Pietro Coppi, décrivit le singulier animal comme dépourvu de dentition, long de 15 sous et large de sept. Le comte Sforza, particulièrement attaché au sanctuaire, s'y rendait souvent accompagné de ses proches. 
Le couvent, jusqu'à la suppression des maisons religieuses voulue par Napoléon en 1810, renfermait des témoignages des Luciani, qui avaient assisté à la mise à mort du "dragon" comme il était défini, et de plusieurs ministres du comte. La tête de la bête est depuis peu exposées dans une vitrine.

## Liste des comtes de Santa Fiora (1216-1806)
1 Bonifazio Aldobrandeschi (1216 † 1229) 
2 Ildebrandino (X) (1229 † 1283) 
3 Ildebrandino (XI) 1283 † 1331) 
4 Stefano (1331 † 1346) 
5 Senese (1346 † 1386) 
6 Guido I (1386 † 1438)
7 Cecilia Aldobrandeschi († 1451), épouse Bosio Ier Sforza, demi-frère de François Sforza, duc de Milan
8 Bosio I Sforza (1411 † 1486), veuf de la comtesse Cecilia Aldobrandeschi 
9 Guido II (1476 † 1508), épouse Francesca Farnese 
10 Federico I († 1517), épouse Bartolomea Orsini di Pitigliano 
11 Bosio II († 1535), épouse Costanza Farnese
12 Sforza I († 1575, épouse Luisa Pallavicino, puis Caterina Nobili 
13 Mario I († 1591), épouse Fulvia Conti 
13 Alessandro I († 1631), épouse Eleonora Orsini di Bracciano 
14 Mario II († 1658), épouse Renée de Lorraine, fille de Charles de Lorraine, duc de Mayenne
15 Ludovico I († 1685), épouse Artemisia Colonna, puis Adélaïde de Thianges 
16 Francesco I († 1707), épouse Dorotea Tocco 
17 Federico III († 1712), épouse Livia Cesarini 
18 Gaetano I Sforza-Cesarini († 1727), épouse Vittoria Conti 
19 Sforza Giuseppe I († 1744), épouse Maria Francesca Giustiniani 
20 Filippo I († 1764), épouse Anna Maria Colonna Barberini 
21 Gaetano II († 1776), épouse Teresa Caracciolo, puis Marianna Caetani 
22 Francesco II (1773 † 1816), dernier comte souverain, épouse Gertrude Conti. 
Les membres actuels de la famille Sforza Cesarini descendent de Lorenzo, fils de Gertrude Conti et de son amant mais reconnu comme héritier car étant né pendant le mariage de sa mère avec Francesco II.

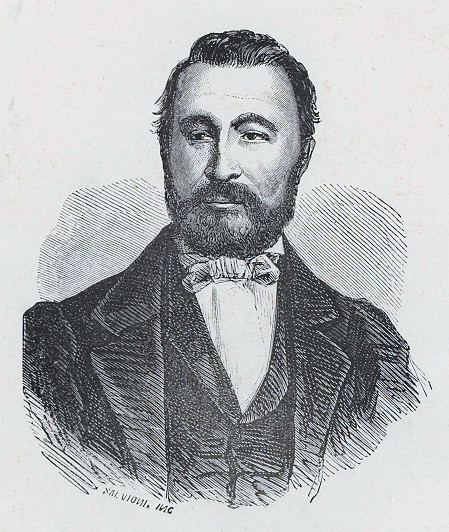
Portrait de Lorenzo Sforza Cesarini.